# مهرج

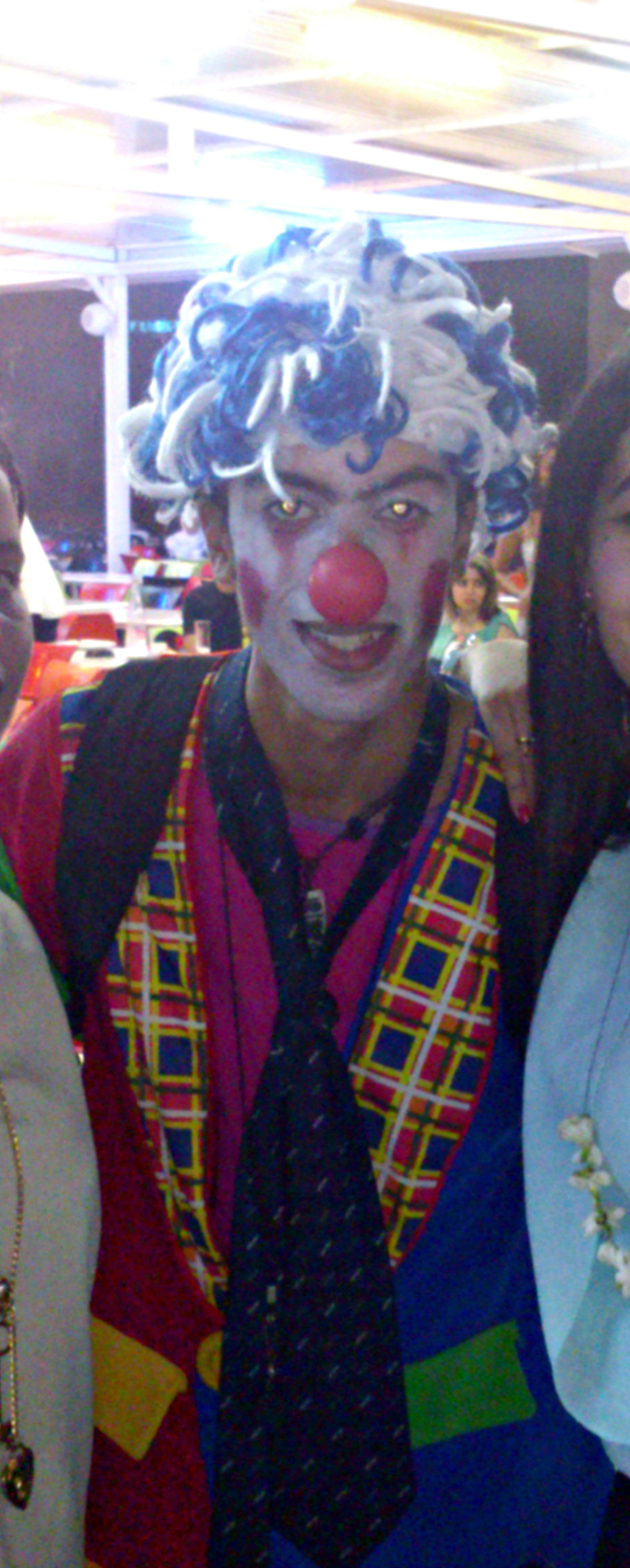
مهرج تونسي

المهرّج؛ هو فنان يؤدي أعمال كوميدية يتخذ فيها أشكالاً غريبة قد تستدعي منه وضع مستحضرات التجميل، ولبس الملابس الغريبة التي قد تكون ذات أحجام كبيرة جداً وتتناسب مع أحذية غير عادية وأمور أخرى. ويستضيف المتفرجين بطريقة مرحة وتختلف تصرفاته عن الصورة التي يحملها والتي قد تكون مخيفة للبعض بينما تستهوي رسم البهجة والسرور على شفاه الناس بشكلٍ عام والأطفال بشكلٍ خاص.
ويتطلب التهريج في أغلب الأحيان الكثير من التدريب والانضباط الجسدي في الأداء، ويكون صعب جزئياً في التعامل معه، لأنه يتطلب درجة عالية من المخاطرة في اللعب المراد تأديته.
في العامية المتداولة تطلق كلمة «المهرج» على من يقوم بأعمال من قبيل العبث كمن يقوم بالنفخ في الأشياء أو الأمور التي تعد أموراً سلبية لأجل الظهور والشهرة.

## تاريخ المهرجون الغربيون
تطوّر التهريج على مجال واسع من خلال انتقال العادات من جيل إلى آخر ومن الصعب أن نقول بأنه تطور من خلال عرف فردي معيّن أو من بضعة أعراف.